# Fahrlässigkeit
Fahrlässigkeit beschreibt eine vom Vorsatz unterschiedene Verschuldensform und die mit ihr verknüpfte innere Einstellung des Täters gegenüber dem von ihm verwirklichten Tatbestand.

## Juristischer Fahrlässigkeitsbegriff
Im Recht ist der Begriff der Fahrlässigkeit in jeder Rechtsordnung eigenständig definiert:
- Deutschland: Fahrlässigkeit (Deutschland)

## Ökonomischer Fahrlässigkeitsbegriff
Der bekannteste Fahrlässigkeitsbegriff der ökonomischen Analyse des Rechts geht auf den US-amerikanischen Richter Learned Hand in United States v. Carroll Towing Co. zurück. Die 1947 von ihm entwickelte Learned-Hand-Formel besagt, dass fahrlässig handelt, wer sich scheut, Risikovermeidungskosten zu investieren, die geringer sind als der Erwartungswert entsprechender Schäden. Im konkreten Fall ging es um die Mühe, einen Lastkahn so korrekt zu vertäuen, dass er nicht davontreibt und dabei andere Boote beschädigt.
Risikovermeidungskosten (V) bezeichnen den Aufwand zur Verhinderung des möglichen Schadens; der Erwartungswert des Schadens stellt vereinfacht die Höhe des möglichen Schaden (S) bei seinem Eintritt multipliziert mit der Wahrscheinlichkeit (P) seines Eintritts dar.
Fahrlässigkeit ist demnach zu bejahen, wenn Folgendes zutrifft:
{\displaystyle V<E(S)=S\cdot P}
Diese Theorie ist im englischen Sprachraum als calculus of negligence bekannt. Der ökonomische Fahrlässigkeitsbegriff wird kritisiert, da er einem Richter keine konkrete Handhabe biete: Wie hoch ist die Wahrscheinlichkeit eines Schadens? Welchen Schaden gilt es mit einer Vorsorgehandlung zu vermeiden? Beim herkömmlichen Fahrlässigkeits-Begriff können die Richter auf die im konkreten Bereich üblichen Vorsichtsmaßnahmen und Sorgfaltspflichten zurückgreifen, um das fahrlässige Verhalten einzugrenzen. Zudem liegt es gerade in der Natur eines Fahrlässigkeitsdelikts, dass der Täter die Wahrscheinlichkeit und den Umfang eines möglichen Schadens nicht beachtet. Hinzu kommt, dass dieselbe Nachlässigkeit (mit demselben Vermeidungsaufwand V) Schäden unterschiedlichsten Umfangs zur Folge haben kann. Die defekten Bremsen eines Straßenfahrzeugs können, durch simples Glück, gar keine Schäden zur Folge haben – oder aber auch mehrere Todesopfer.
Trotz dieser Einschränkungen kann der Erwartungswert eines Schadens ermittelt werden, wenn Experten die Wahrscheinlichkeiten Pi,j,k,… aller möglichen Schäden Si,j,k,… einschätzen.